# Дмитрівська сільська рада (Шахтарський район)
| Дмитрівська сільська рада — колишній орган місцевого самоврядування у Шахтарському районі Донецької області з адміністративним центром у c. Дмитрівка. Сільській раді були підпорядковані населені пункти: - c. Дмитрівка - с. Верхній Кут - с. Дібрівка - с. Зрубне - с-ще Кожевня - с. Латишеве - с. Передерієве - с. Розсипне - с. Чугуно-Крепинка |

## Склад ради
Рада складалася з 26 депутатів та голови.

## Керівний склад сільської ради
| ПІБ                         | Основні відомості                                                         | Дата обрання | Дата звільнення |
| --------------------------- | ------------------------------------------------------------------------- | ------------ | --------------- |
| Вердиш Володимир Григорович | Сільський голова, 1954 року народження, освіта, член Партії регіонів      | 26.03.2006   | 31.10.2010      |
| Вердиш Володимир Григорович | Сільський голова, 1954 року народження, освіта вища, член Партії регіонів | 31.10.2010   |                 |

Примітка: таблиця складена за даними джерела